# Сумигаз
АТ «Сумига́з» — акціонерне товариство зі штаб-квартирою в місті Суми, яке займається розподіленням, транспортуванням та постачанням газу в місті Суми та Сумській області.

## Історія
У 1963 році створено виробничо-експлуатаційну контору газового господарства «Сумиміськгаз». У 1972 році на базі сумської виробничо-експлуатаційної контори газового господарства створено обласне управління «Сумиоблгаз», яке у 1975 році перейменовано на виробниче об'єднання «Сумигаз».
1 вересня 1972 року на базі міськгазу наказом Міністерства житлово–комунального господарства УРСР № 334 від 25.08.72 р. створено управління «Облгаз», керівником якого був призначений Нестеров Євген Михайлович. 5 вересня 1975 року, відповідно наказу Міністерства комунального господарства № 299 Управління «Облгаз» перейменовано у виробниче об'єднання «Сумигаз».
14 березня 1994 року, згідно наказу № 112 Державного комітету України по нафті і газу було створено ВАТ «Сумигаз». У 2010 році ВАТ «Сумигаз» реорганізовано у ПАТ «Сумигаз».
До липня 2023 року «Сумигаз» належало ПрАТ «Газтек», фактичним власником підприємства був Дмитро Фірташ. З 18 липня 2023 року АТ «Сумигаз» увійшло до групи компаній «Нафтогаз України».

## Структура
- Сумське відділення
- Охтирське відділення
- Роменське відділення
- Шосткинське відділення
- Конотопське відділення[5]